# Pedro Gabay
Gral. Pedro Gabay fue un militar mexicano que participó en la Revolución mexicana. Nació en Paso del Macho, Veracruz. Al igual que su hermano Clemente Gabay, se unió al movimiento maderista en 1910; militó después contra el constitucionalismo en las fuerzas felicistas que operaron en su estado natal; se integró al movimiento obregonista de 1920 que combatió a Venustiano Carranza. Le fue reconocido el grado de general de División, habiendo desempeñado el cargo de jefe de operaciones en varios estados. Murió en la Ciudad de México el 7 de marzo de 1929.     